# منتخب تايبيه الصينية لكرة اليد الشاطئية للسيدات
منتخب تايبيه الصينية لكرة اليد الشاطئية للسيدات هو ممثل تايبيه الصينية الرسمي في المنافسات الدولية في كرة اليد الشاطئية للسيدات
.